# June Almeida
June Dalziel Almeida (Glasgow, 5 oktober 1930 -  Bexhill, 1 december 2007), geboren als June Hart, was een Schotse virologe, pionier in de beeldvorming, identificatie en diagnose van virussen. Haar vaardigheden op het gebied van elektronenmicroscopie bezorgden haar een internationale reputatie.  

## Biografie
June Hart werd geboren als dochter van een buschauffeur. Toen ze 16 jaar was ging ze als laborant werken bij het academische ziekenhuis in Glasgow. Ze verhuisde daarna naar Londen, waar ze ging werken bij het St. Bartholomew ziekenhuis, eveneens als laborant.
Inmiddels getrouwd verhuisde ze naar Canada en ging werken bij het Toronto's Ontario Cancer Institute, waar ze de techniek van de elektronenmicroscopie op originele manieren toepaste.
In 1964 werd Almeida gerekruteerd door de St Thomas's Hospital Medical School in Londen. In 1967 had ze haar Doctor of Science (Sc.D.) verdiend op basis van haar onderzoek en de daaruit voortvloeiende publicaties. Vervolgens werkte ze in Londen aan St Thomas's. Vervolgens zette ze haar onderzoek voort aan de Royal Postgraduate Medical School (RPGMS), die later deel ging uitmaken van de Imperial College School of Medicine.
Ze slaagde erin om virussen die voorheen onbekend waren te identificeren, waaronder - in 1966 - een groep virussen die later coronavirus werd genoemd. 
Haar inzichten en haar innovaties op het gebied van  immuunelektronenmicroscopie (IEM) droegen bij aan onderzoek met betrekking tot de diagnose van onder andere hepatitis B, hiv en rodehond. Haar elektronenmicrofoto's worden nog steeds opgenomen in leerboeken over virologie, tientallen jaren nadat ze ze zijn geproduceerd.
Ze werd echter nooit hoogleraar, welke eer haar mannelijke collega's wel toeviel.
Na haar pensioen werd ze yogadocent, ging porselein restaureren en in antiek handelen, samen met haar tweede echtgenoot. Ze bleef echter betrokken bij de elektronenmicroscopie en maakte in de jaren 1980 met oud-collega's de eerste opnamen van het hiv-virus.

## Belangrijke bijdragen
In hun boek van 2013 getiteld To Catch a Virus beschrijven John Booss en Marilyn J. August hoe Almeida "een cruciale rol heeft gespeeld bij de aanpassing van de elektronenmicroscoop aan de klinische diagnostische virologie".
Vóór het werk van Almeida en Anthony Peter Waterson in de jaren zestig van de twintigste eeuw waren er nog maar weinig verbeteringen aangebracht in het oorspronkelijke "bewijs van principiële aggregatie van het virus door middel van een virusspecifiek antilichaam dat door elektronenmicroscopen kan worden waargenomen" uit 1941. In 1963 pionierde Almeida een techniek in immune elektronenmicroscopie (IEM), om virussen beter te visualiseren door het gebruik van antilichamen om ze te aggregeren. In de jaren 1960 gebruikten Almeida en Waterson negatieve kleuring voor de EM van virussen - een techniek die zowel snel als eenvoudig was - en zorgde voor uitstekende gedetailleerde observaties van de virale morfologie, die de elektronenmicroscopie van virussen had gerevolutioneerd.
In 1966 identificeerde Almeida met behulp van haar nieuwe technieken een groep "voorheen ongekarakteriseerde menselijke ademhalingsvirussen", terwijl ze samenwerkte met David Tyrrell (toenmalig directeur van het Common Cold Research Centre in Salisbury in Wiltshire). Ze vond dat die virussen leken op die van een besmettelijke kippenbronchitis. De virussen waren door Tyrrel uit de neus van vrijwilligers met een verkoudheid gehaald. In 1967 liet zij met een Philips 200 elektronenmicroscoop gemaakte plaatjes zien van deze virussen. Ze waren ongeveer rond en omgeven door een lichtende krans, die deed denken aan de corona van de zon. Tyrrell stelde voor om de nieuwe groep "coronavirussen" te noemen. Deze naam werd gepubliceerd in 1968, in een artikel in Nature. De coronavirusfamilie van virussen bleek veel later het SARS-virus en het SARS-CoV2-virus te bevatten dat COVID-19 veroorzaakt.
In 1967, met behulp van de IEM aggregatiemethode, produceerde ze de eerste visualisatie van het rubellavirus. 

## Persoonlijk
Ze huwde in 1954 met Enrique Rosalio Almeida, een Venezolaanse kunstenaar met wie ze een dochter kreeg, Joyce. Later trouwde ze met viroloog Philip Gardner.